# Ettore Manni
Ettore Manni (Roma, 6 maggio 1927 – Roma, 27 luglio 1979) è stato un attore italiano di cinema e televisione.

## Biografia
Orfano di madre, venne notato dal regista Luigi Comencini, che rimase colpito da questo studente universitario fuori corso, bello e prestante, e lo fece esordire nel 1952 come protagonista del film La tratta delle bianche, accanto a Eleonora Rossi Drago, Silvana Pampanini, Tamara Lees e una giovanissima Sophia Loren. In quel film il nome di Manni comparirà nei titoli di testa prima di quelli di Vittorio Gassman ed Enrico Maria Salerno.
Per Manni iniziò una stagione intensa e ricca di successi, che lo portò a diventare un attore notissimo del cinema italiano degli anni cinquanta. Spaziò dai ruoli drammatici che caratterizzarono il suo esordio - Le amiche di Michelangelo Antonioni, La lupa di Alberto Lattuada - a commedie - Poveri ma belli di Dino Risi, dove è Ugo, il fidanzato di Giovanna (Marisa Allasio), Ladro lui, ladra lei di Luigi Zampa, film in cui interpretò il commerciante che redime Cesira (Sylva Koscina) sottraendola al ladro Cencio (Alberto Sordi), Marisa la civetta di Mauro Bolognini e Susanna tutta panna di Steno, pellicole queste ultime in cui ritrovò Marisa Allasio - ai peplum - La rivolta dei gladiatori di Vittorio Cottafavi, La rivolta degli schiavi di Nunzio Malasomma - fino ai western all'italiana - Johnny Oro di Sergio Corbucci, Un uomo, un cavallo, una pistola di Luigi Vanzi e molti altri con la regia dello specialista Demofilo Fidani.

Ettore Manni con Kerima in una foto di scena del film La lupa (1953) di Alberto Lattuada

Con il passare del tempo il fascino di Manni, nel frattempo fisicamente appesantito, decrebbe nonostante continuasse a lavorare intensamente in numerose pellicole. Venne via via relegato nei ruoli di caratterista o di personaggio negativo, perdendo definitivamente l'immagine di attore aitante e affascinante. Negli anni settanta fu una presenza fissa del genere poliziesco all'italiana e interpretò svariati ruoli in film erotici.
Venne diretto da registi di primo piano: Luigi Magni, Mario Soldati, Delmer Daves, André Versini, Tony Richardson, Alberto Bevilacqua, Duccio Tessari, Tonino Cervi, Ettore Scola, Damiano Damiani, Gianni Serra e Carlo Lizzani. Girò diversi film per la televisione: Orlando furioso di Luca Ronconi nel 1974, Il nero muove di Gianni Serra (1977) e Circuito chiuso di Giuliano Montaldo nel 1978.
La sua ultima interpretazione - forse artisticamente la più significativa - è del 1979 nel film La città delle donne di Federico Fellini, dove interpreta lo spregevole Katzone. Il film uscirà nelle sale l'anno successivo. Manni trovò la morte nel luglio 1979 all'età di 52 anni, ucciso da un proiettile partito accidentalmente da un fucile della sua collezione di armi. Colpito a una gamba, morì dissanguato.

## Vita privata
Manni è stato il compagno di Krista Nell e fu sposato con l'attrice francese Mireille Granelli, che aveva lavorato con lui in Ursus, il terrore dei kirghisi, dalla quale ebbe una figlia.

## Filmografia parziale
- La tratta delle bianche, regia di Luigi Comencini (1952)
- Fratelli d'Italia, regia di Fausto Saraceni (1952)
- I tre corsari, regia di Mario Soldati (1952)
- Cavalleria rusticana, regia di Carmine Gallone (1953)
- La lupa, regia di Alberto Lattuada (1953)
- Il più comico spettacolo del mondo, regia di Mario Mattoli (1953)
- La nave delle donne maledette, regia di Raffaello Matarazzo (1953)
- Attila, regia di Pietro Francisci (1954)
- Due notti con Cleopatra, regia di Mario Mattoli (1954)
- Siluri umani, regia di Carlo Lizzani e Antonio Leonviola (1954)
- Divisione Folgore, regia di Duilio Coletti (1954)
- Yalis, la vergine del Roncador, regia di Francesco De Robertis (1955)
- Le amiche, regia di Michelangelo Antonioni (1955)
- Tua per la vita, regia di Sergio Grieco (1955)
- Agguato sul mare, regia di Pino Mercanti (1955)
- Bella non piangere, regia di David Carbonari (1955)
- Donne sole, regia di Vittorio Sala (1956)
- Dimentica il mio passato, regia di Primo Zeglio (1956)
- Addio sogni di gloria, regia di Giuseppe Vari (1957)
- Il ricatto di un padre, regia di Giuseppe Vari (1957)
- Addio per sempre, regia di Mario Costa (1957)
- Poveri ma belli, regia di Dino Risi (1957)
- Marisa la civetta, regia di Mauro Bolognini (1957)
- Susanna tutta panna, regia di Steno (1957)
- Ladro lui, ladra lei, regia di Luigi Zampa (1958)
- Il pirata dello sparviero nero, regia di Sergio Grieco (1958)
- La rivolta dei gladiatori, regia di Vittorio Cottafavi (1958)
- La battaglia di Austerlitz (Austerlitz), regia di Abel Gance (1960)
- La rivolta degli schiavi, regia di Nunzio Malasomma (1960)
- Le legioni di Cleopatra, regia di Vittorio Cottafavi (1960)
- Il sepolcro dei re, regia di Fernando Cerchio (1960)
- Ercole alla conquista di Atlantide, regia di Vittorio Cottafavi (1961)
- A porte chiuse, regia di Dino Risi (1961)
- Le vergini di Roma, regia di Carlo Ludovico Bragaglia e Vittorio Cottafavi (1961)
- I normanni, regia di Giuseppe Vari (1962)
- L'affondamento della Valiant (The Valiant), regia di Roy Ward Baker (1962)
- Lo sceicco rosso, regia di Fernando Cerchio (1962)
- Golia e il cavaliere mascherato, regia di Piero Pierotti (1963)
- Ursus, il terrore dei kirghisi, regia di Antonio Margheriti (1964)
- I giganti di Roma, regia di Antonio Margheriti (1964)
- Accadde un'estate (The Battle of the Villa Fiorita), regia di Delmer Daves (1965)
- ...e il diavolo ha riso (Mademoiselle), regia di Tony Richardson (1966)
- Johnny Oro, regia di Sergio Corbucci (1966)
- L'arcidiavolo, regia di Ettore Scola (1966)
- Un uomo, un cavallo, una pistola, regia di Luigi Vanzi (1967)
- Straniero... fatti il segno della croce!, regia di Demofilo Fidani (1967)
- La notte pazza del conigliaccio, regia di Alfredo Angeli (1967)
- L'indomabile Angelica (Indomptable Angélique), regia di Bernard Borderie (1967)
- Angelica e il gran sultano (Angélique et le sultan), regia di Bernard Borderie (1968)
- Ed ora... raccomanda l'anima a Dio!, regia di Demofilo Fidani (1968)
- All'ultimo sangue, regia di Paolo Moffa (1968)
- La battaglia di El Alamein, regia di Giorgio Ferroni (1969)
- Sono Sartana, il vostro becchino, regia di Giuliano Carnimeo (1969)
- Inginocchiati straniero... I cadaveri non fanno ombra!, regia di Demofilo Fidani (1970)
- Arrivano Django e Sartana... è la fine, regia di Demofilo Fidani (1970)
- Incontro d'amore, regia di Paolo Heusch e Ugo Liberatore (1970)
- Mazzabubù... Quante corna stanno quaggiù?, regia di Mariano Laurenti (1971)
- Karzan il favoloso uomo della jungla, regia di Demofilo Fidani (1972)
- Valdez il mezzosangue, regia di John Sturges e Duilio Coletti (1973)
- Anna, quel particolare piacere, regia di Giuliano Carnimeo (1973)
- Tony Arzenta (Big Guns), regia di Duccio Tessari (1973)
- Li chiamavano i tre moschettieri... invece erano quattro, regia di Silvio Amadio (1973)
- Si può essere più bastardi dell'ispettore Cliff?, regia di Massimo Dallamano (1973)
- Buona parte di Paolina, regia di Nello Rossati (1973)
- Eroi all'inferno, regia di Michael Wotruba (Aristide Massaccesi) (1973)
- A.A.A. Massaggiatrice bella presenza offresi..., regia di Demofilo Fidani (1973)
- Fatti di gente perbene, regia di Mauro Bolognini (1974)
- Cani arrabbiati, regia di Mario Bava (1974)
- ...a tutte le auto della polizia..., regia di Mario Caiano (1975)
- La peccatrice, regia di Pier Ludovico Pavoni (1975)
- Furia nera, regia di Demofilo Fidani (1975)
- Divina creatura, regia di Giuseppe Patroni Griffi (1975)
- La madama, regia di Duccio Tessari (1976)
- Poliziotti violenti, regia di Michele Massimo Tarantini (1976)
- Oh, Serafina!, regia di Alberto Lattuada (1976)
- Attenti al buffone, regia di Alberto Bevilacqua (1976)
- Gli esecutori, regia di Maurizio Lucidi (1976)
- Pronto ad uccidere, regia di Franco Prosperi (1976)
- Il nero muove, regia di Gianni Serra (1977)
- La malavita attacca... la polizia risponde!, regia di Mario Caiano (1977)
- In nome del Papa Re, regia di Luigi Magni (1977)
- La bidonata, regia di Luciano Ercoli (1977)
- Il furto della Gioconda, regia di Renato Castellani (1978)
- Circuito chiuso, regia di Giuliano Montaldo (1978) (TV)
- Sella d'argento, regia di Lucio Fulci (1978)
- Il commissario di ferro, regia di Stelvio Massi (1978)
- Il malato immaginario, regia di Tonino Cervi (1979)
- Un uomo in ginocchio, regia di Damiano Damiani (1979)
- La città delle donne, regia di Federico Fellini (1980)

## Doppiatori italiani
- Gualtiero De Angelis in La tratta delle bianche, Fratelli d'Italia, I tre corsari, Cavalleria rusticana, La lupa, Siluri umani, Bella non piangere, Poveri ma belli, Ursus, il terrore dei kirghisi
- Pino Locchi in Ladro lui ladra lei, I normanni, Lo sceicco rosso, La notte pazza del conigliaccio, Si può essere più bastardi dell'ispettore Cliff?
- Giorgio Piazza in L'arcidiavolo, Inginocchiati straniero... i cadaveri non fanno ombra!, Pronto ad uccidere, In nome del Papa Re
- Sergio Fiorentini in Anna, quel particolare piacere, ...a tutte le auto della polizia..., La peccatrice, Poliziotti violenti, Il malato immaginario
- Nando Gazzolo in La rivolta dei gladiatori, L'affondamento della Valiant, I giganti di Roma
- Glauco Onorato in Li chiamavano i tre moschettieri... invece erano quattro
- Sergio Rossi in Ercole alla conquista di Atlantide, Johnny Oro
- Giancarlo Maestri in Un uomo, un cavallo, una pistola, All'ultimo sangue
- Antonio Guidi in Karzan il favoloso uomo della jungla, A.A.A. Massaggiatrice bella presenza offresi...
- Giuseppe Rinaldi in Le legioni di Cleopatra
- Renato Turi in Divisione Folgore
- Mario Feliciani in A porte chiuse
- Riccardo Cucciolla in Il pirata dello sparviero nero
- Emilio Cigoli in Golia e il cavaliere mascherato
- Alessandro Sperlì in Straniero... fatti il segno della croce!
- Ivano Staccioli in Ed ora... raccomanda l'anima a Dio!
- Carlo Hintermann in Sono Sartana, il vostro becchino
- Arturo Dominici in Valdez il mezzosangue
- Enzo Liberti in Il commissario di ferro
- Elio Zamuto in Furia nera
- Gianni Musy in L'indomabile Angelica